# Lorenzo Lotto
Lorenzo Lotto (* Treviso, oko 1480. - † Loreto, 1556.) bio je sjeverno talijanski slikar, crtač i ilustrator. Pripadao je školi venecijanskog slikarstva. Slikao je uglavnom oltarne slike, portrete i biblijske prizore. U vrijeme njegova rada, a to je doba visoke renesanse, njegovo slikarstvo predstavlja, svojim nervoznim i ekscentričnim kadriranjem i distorzijama, prijelaznu fazu između firentinske renesanse i rimskog manirizma 16. stoljeća.

## Životopis i rad
Rođenjem Venecijanac, radio je u Trevisu (1503. – 1506.), 
Markama (1506. – 1508. ), Rimu (1508. – 1510. ), Bergamu (1513. – 1525. ), Veneciji (1525. – 1549.), Anconi (1549.) i konačno kao dominikanski fratar, posljednje dane svog života u Loretu (1549. – 1556.).

### Školovanje
Gotovo da i dan danas ne ne znamo puno o njegovom školovanju. Kao venecijanac bio je pod utjecajem Giovannija Bellinija, isto tako vidljivo je da je dobro poznavao djela suvremenih venecijanskih slikara. Za njega je Vasari u svojim Vitama rekao  da je isprva imitirao Bellinija, a potom Giorgionea . Iako Bellini nije bio njegov direktni učitelj, njegov utjecaj je potpuno vidljiv na njegovoj ranoj slici Bogorodica s djetetom i sv Jeronim (1506.) (National Gallery of Scotland, Edinburgh). Međutim, u svojim portretima ali i na slikama, poput Alegorija vrline i razvrata (1505.) (Nacionalna galerija, Washington) on pokazuje utjecaj giorgioneovog naturalizma. Kako je postajao stariji, mijenjao mu se i stil, od giorgioneovog naturalizma, do dramatike koja podsjeća na njegova suvremenika iz Parme, Correggia.

### Rad u Trevisu (1503-1506)
Lotto je vrlo brzo napustio Veneciju i otišao u obližnji Treviso, jer je za mladog slikara bilo vrlo teško doći do posla pored takvih imena kao što su bili Giorgione, Palma Stariji i Tizian.
U tada cvjetajućem Trevisu, gradu teraferme Venete, došao je pod pokroviteljstvo biskupa grada Bernardina de'Rossia. Iz tog razdoblja njegova stvaralaštva, znamo za  Portret biskupa , 1505. g. (sada u muzeju Capodimonte, Napulj), te za sliku Svetog Jeronima u pustinji (1500. ili 1506.) (Louvre, Pariz). Na tim slikama vidimo njegovo mladenačko crtačko neiskustvo, ali i sposobnost da vrlo dramatično oslika pozadinu prizora (kamenjar) i tako naglasi crveno odijela sveca. Istovremeno on ima veliki osjećaj za minijaturne detalje na slici.
Tad je naslikao svoje prve oltarne slike; za župnu crkvu Cristina al Tiverone (1505.) i krstionicu katedrale Asolo (1506.), obje se nalaze u navedenim crkvama.

### Poliptih Recanati (1506-1508)
Godine 1508. počeo je raditi na poliptihu za oltar crkve San Domenico, u gradiću Recanati (Marke). Ovaj konvencionalni dvokatni poliptih ima šest panela. Iz tog vremena je i njegova poznata slika Portret mladića na bijelim zavjesama (1508.) (danas u Kunsthistorisches Museum, Beč).

### Rad u Rimu (1508-1510)
Kako mu je ugled kao slikara porastao, došao je do pozornosti Bramantea, 
papinskog arhitekta, koji je tad bio u prolazu kroz Loreto, na hodočašću u obližnji Recanati. Bramante je pozvao Lorenza Lotta da dođe u Rim i oslika papin stan.
Međutim danas ne postoji ništa od tog njegova rada, jer je uklonjen svega nekoliko godina iza  
nastanka. Najvjerojatnije zato što je htio oponašati Rafaela, veliku slikarsku zvijezdu u papinskim očima. Na izvjestan način on je to učinio već prije u Preobraženju jednim od panela za poliptih u Recanatiu.

### Rad u Markama (1511-1513)
Godine 1511. radio je za bratovštinu Buon Gesù u Jesi, sliku Polaganje u grob (Pïnacoteca Civica, Jesi). Ubrzo nakon toga, slikao je oltarne panele za poliptih u Recanatiu, Preobraženje (1512.?) (Danas u Pinacoteca Comunale, Recanati) i fresku sv. Vincenta za crkvu San Domenico.

### Rad u Bergamu (1513-1525)
Period u Bergamu, najzapadnijem gradu Mletačke Republike, 
bio je jedan od najplodnijih razdoblja njegova života. U Bergamu je dobio brojne narudžbe od 
bogatih trgovaca, dobro obrazovanih intelektualca i lokalne aristokracije. Ovdje je njegovo 
slikarstvo postalo bogato bojom a crtež mu je postao profinjen. Osobito su mu išli portreti,  u kojima je razvio svoj koncept psiholoških portreta, otkrivajući misli i emocije svojih naručitelja. U neku ruku Lotto je tu nastavio rad koji je započeo Antonello da Messina. Dobar primjer za to je njegov Portret mladića s knjigom (sada u Galeriji Akademije, Venecija).
Godine 1513. započeo je raditi na monumentalnoj oltarnoj pali Martinengo u Dominikanskoj crkvi San Stefano u Bergamu. Ovu oltarnu palu naručio je grof Alessandro Martinengo-Coleoni, unuk poznatog kondotjera Bartolomeo Colleoni. Palu je dovršio 1516. godine, na njoj su vidljivi utjecaji Bramantea i Giorgionea. Sljedeći veliki posao bio mu je dekoriranje crkve San Bernardino i San Alessandro u Colonna, freskama i slikama. U tom razdoblju naslikao je i pet oltarnih slika između 1521. i 1523. godine.
Godine 1523. zakratko je otišao u Marke, radi dogovora za izradu nekoliko oltarnih slika, koje je naslikao u Veneciji.
Njegovi sljedeći radovi bile su uglavnom freske. Godine 1524. naslikao je niz fresaka s motivima iz života svetaca, poput sv.Klare za kapelu Suardi za gradić Trescore (blizu Bergama).
Godine 1524. naslikao je kartone s motivima iz starog zavjeta po kojima je izvedena intarzija na korskim sjedalim u crkvi San Maria Maggiore u Bergamu.
Više od dvadeset privatnih slika datira iz tog perioda. One su uglavnom bile vjerskog i pobožnog karaktera, poput Madona ili Polaganja u grob, a koristile su se za bogoslužje u kući. Ove slike su naslikane u dobroj konzervativnoj klasičnoj tradiciji, ali im je Loto dodao svoju osobnost u snažnim emocijama, koristeći kontrastne poze i suprotstavlje pokrete, on je razbio tradicionalnu simetriju takvih prizora, poput  Djevice okružene anđelima i svecima.

### Rad u Veneciji (1525. – 1532.)
Lotto je prvi put ušao među dominikance u samostan San Giovanni e Paolo. Ali ih je morao napustiti nakon svega nekoliko mjeseci nakon sukoba s fratrom Damjanom Zambellijem. Kako nije mogao ispunjavati brojne narudžbe, osnovao je bottegu (slikarsku radionicu). Njegova bottega isporučila je pet oltarnih slika za crkve u Markama, te jednu za crkvu Santa Maria Assunta za mjesto Celano (blizu Bergama). Izradili su još jednu palu za venecijansku crkvu Santa Maria dei Carmini, portretirajući sv. Nikolu iz Barija u slavi.
Kako je Venecija bila vrlo bogat grad, a njegova popularnost kao slikara jako narasla, dobivao je jako puno narudžaba od privatnih naručitelja, naročito za portrete. Tako je naslikao; Portret mladića  (Gemäldegalerie, Berlin ), Portret Andrea Odonija  (Royal Art Collection, Hampton Court) (1527. ), ovaj portret utjecao je na Tizianov poznati  Portret Jacopa Strade  (1568. ) (Kunsthistorisches Museum, Beč ). No u Veneciji je sve više rasla Tizianova zvijezda, koji ga je potpuno zasjenio, tako da je napustio Veneciju i ponovno preselio kao na početku svog puta u Treviso 1532. godine.

### Rad u Veneciji, Venetu i Markama (1532-1556)
U svom posljednjem razdoblju života, Lorenzo Lotto često se selio od grada do grada, u potrazi za naručiteljima i poslom. Tako se 1532. obreo u Trevisu. Zatim je proveo oko sedam godina u Markama (Ancona, Macerata i Jesi), zatim se vratio u Veneciju 1540. godine. Potom se ponovno preselio u Treviso 1542., zatim se ponovno vratio u Veneciju 1545. Pri kraju života ponovno je otišao u Anconu 1549. godine.
To je bio vrlo produktivno razdoblje u njegovu životu, tijekom kojeg je naslikao više portreta i oltarnih slika:
- Sv.Lucija prije suđenja, 1532, Jesi, Pinacoteca comunale
- Usnuli Isus sa sv.Marijom, sv. Josipom i sv. Katarinom Aleksandrijskom, 1533, Bergamo, Accademia Carrara
- Mlečanka kao Lukrecija, 1533, National Gallery, London
- Sveta obitelj sa svetim Jeronimom, Anom i Joakimom, 1534, Firenca, Uffizi
- Sveta obitelj, oko 1537, Pariz, Louvre
- Portret mladića,  Firenca, Uffizi
- Raspeće, Monte San Giusto, crkva sv. Marije u Telusianu
- Gospa ružarica, 1539,  Cingoli, crkva San Nicolò
- Portret čovjeka, 1541, Ottawa, National Gallery of Canada
- Poprsje bradatog čovjeka, 1541, njemu pripisano, San Francisco, Fine Arts Museum
- Milosrđe sv. Antuna, 1542, Venecija, crkva San Giovanni e Paolo
- Madona s četiri sveca, 1546, Venecija, crkva San Giacomo dell’Orio
- Portret fratra Gregoria Bela iz Vicenze, 1548,New York, Metropolitan Museum
- Uzačašće Marijino, 1550, Ancona, crkva San Francesco alle Scale
- Čovjek sa samostrelom, 1551, Rim, Pinacoteca Capitolina
- Portret starca, (pripisano) oko 1552, Sankt Peterburg, Ermitaž
- Ukazanje u hramu, 1555, Loreto, Palazzo Apostolico

Pri kraju života bilo mu je gotovo nemoguće zaraditi za život. Teško ga je pogodilo kad mu je 1550. njegovo djelo bilo neuspješno prodavano u Anconi. Taj događaj je vrlo pedantno zapisao u svojoj knjizi osobnih računa, to ga duboko razočaralo. Čitav svoj život bio je duboko religiozan čovjek, tako da je 1552. godine ušao u dominikance u Loretu, kao brat laik. Za svog redovničkog života dekorirao je baziliku sv. Marije i naslikao Prikazanje u hramu za Palazzo Apostolico u Loretu.
Umro je 1556. godine, pokopan je na osobni zahtjev, u dominikanskom habitu.
Giorgio Vasari uvrstio je životopis Lotta u treći tom svojih slavnih Vita . Lotto je iza sebe ostavio brojna pisma i vrlo detaljnu bilježnicu-troškovnik (Libro di spese diverse, 1538. – 1556.), iz koje možemo danas pročitati puno toga o njegovu životu i prilikama u tom dobu. Svojim djelom utjecao je na mnoge slikare, a najviše vjerojatno na Giovannia Busia.

## Lorenzo Lotto danas
Ubrzo nakon smrti Lotto je pao u zaborav i bio je potpuno nepoznat. Njegovo slikarstvo otkrio je ponovno krajem 19 stoljeća američki povjesničar umjetnosti Bernard Berenson. Nakon toga uslijedilo je ponovno upoznavanje s Lottom, velikom izložbom u Veneciji 1953. godine, te nedavno održanom  Lorenzo Lotto: ponovno otkriveni majstor renesanse u National Gallery of Art, Washington DC (studeni 1997.-ožujak 1998.).

## Vanjske poveznice
- Lottove slike iz raznih svjetskih muzeja
- Lorenzo Lotto: ponovno otkriveni veliki majstor renesanse  Arhivirana inačica izvorne stranice od 25. studenoga 2005. (Wayback Machine)